# Asteropseidae
Asteropseidae (лат.) — семейство морских звёзд отряда вальватид (Valvatida). В ископаемом виде неизвестны. Типовой род Valvaster Perrier, 1875.
Представители семейства имеют пять выраженных лучей, боковой край тела четко заметен. Оно покрыто более или менее толстой кожей, скрывающей скелет, по крайней мере, у крупных особей. Скелетные пластины верхней (аборальной) стороны тела накладываются друг на друга или образуют сетку, несущую один или многочисленные шипы или не имеющую шипов. Имеют двустворчатые педицеллярии в форме щипцов. Маргинальные пластины хорошо развиты. Актинальные пластины в продольных рядах, параллельных амбулакрам.
Обитают в Тихом, Индийском и Атлантическом океанах от тропических до умеренных вод.

## Классификация
По данным World Register of Marine Species, на март 2025 года семейство включает 5 родов:
- Asteropsis Müller & Troschel, 1840
- Dermasterias Perrier, 1875
- Petricia Gray, 1847
- Poraniella Verrill, 1914
- Valvaster Perrier, 1875

- Dermasterias imbricata
- Petricia vernicina
- Poraniella echinulata
- Valvaster striatus